# Jenny Nordlander
Jenny Maria Nordlander, född 26 maj 1985, är en svensk journalist. Hon är redaktör och programledare på SVT:s Kulturnyheterna.

## Biografi
Jenny Nordlander var mellan 2015 och 2018 chefredaktör för magasinet Nöjesguiden. Hon rekryterades från Aftonbladet där hon hade arbetat som programledare och reporter för Aftonbladet TV. Hon startade sin journalistkarriär som reporter på Dagens Nyheter för att senare bli redaktör och krönikör på samma tidning. På Dagens Nyheter var hon också med och startade samt programledde veckomagasinet "Veckans Löp" där tidningens profiler kommenterade nyhetsveckan. Hon stannade på DN i fyra år.
Jenny Nordlander har också arbetat för RFSU med frågan om mödradödlighet; om detta skrev hon i tidningen Mama och i Dagens Nyheter. Hösten 2018 släppte hon boken Mellan raderna om att vara kvinna och journalist.

### Familj
Tillsammans med rapparen Adam Tensta har hon en dotter som föddes 2016. I mars 2020 fick de sitt andra barn, en son.